# Fácánkert
Fácánkert község Tolna vármegyében, a Tolnai járásban. Neve 1936-ig Simonmajor volt.

## Fekvése
Szekszárdtól 16, Tolnától 5 kilométerre északra található, a 6-os főút közelében. Három, korábban különálló településrész, Fácánkert-puszta, Simonmajor és Öregfalu egyesítésével jött létre. Öregfalu ma is elkülönül a központtól, a belterület legnyugatibb fekvésű, részben már külterületi utcái tartoznak hozzá.

### Megközelítése
Zsáktelepülésnek tekinthető, mivel közúton csak egy útvonalon érhető el, a 6-os főútból Tolna északi peremvidékén északnyugatnak kiágazó 51 164-es számú mellékúton. Határszélét érinti ugyan északon az M6-os autópálya is, de azzal nincs közvetlen kapcsolata, még a Fácánkert nevét viselő sztrádapihenőhely is Szedres közigazgatási területén található.
A hazai vasútvonalak közül a települést a MÁV 46-os számú Rétszilas–Bátaszék-vasútvonala érinti, melynek egy megállási pontja van itt; Fácánkert megállóhely a vonal állomásainak viszonylatában Szedres megállóhely (illetve utóbbi bezárása óta Tengelic megállóhely) és Tolna-Mözs vasútállomás között helyezkedik el; fizikailag a faluközpont északi részén található, az 51 164-es út vasúti keresztezése mellett.

## Története
Fácánkert a 19. század végén alakult községgé Simonmajor néven Tolna határából. Mai nevét 1936-ban kapta.
1969-1990 között Tolnával és Mözzsel közös nagyközségi tanácsa volt. 1990-től önálló önkormányzata alakult és 2000 márciusáig saját jegyzője volt. Ekkor körjegyzőséget alakított Sióagárddal, melynek székhelye a másik településen van.
Fácánkert 1980 körül közigazgatási területének több mint kétharmadát elveszítette, mivel mintegy felét – Ifigéniapusztát és Kajmádpusztát – Szedreshez, egyhatodát – Júliamajort és Vadászmajort – pedig Tengelichez csatolták. Ezáltal a község népessége is több mint egyharmadával csökkent.

### Fácánkert-puszta
Az írásos emlékek szerint már a római időkben is lakott terület volt. A török időkben, mint sok más település, elnéptelenedett. A 17. században a gróf Tolnai Festetics család birtokába került. A hajdani Fácánkert-puszta az 1907-ben épített kastély körül terült el. Tőlük vásárolta meg a hőgyészi zsidó kereskedő család, a Kunffy família. A kastélyban jelenleg Ökotoxicológiai laboratórium működik.

### Simonmajor
Nevét egykori birtokosáról Sina Simonról kapta. Az 1920-as években a terület fele a Kunffy, fele a Balogh család birtokában volt. Hajdan meglehetősen gazdag állat- és növényvilág jellemezte e tájat. A vadászok a jelentős fácánállomány miatt látogatták a környéket. 1920-ig még gőzmalom is őrölt a majorban, de a pontos helyét nem sikerült földeríteni.

## Közélete

### Polgármesterei
- 1990–1991: Fuchs Ferencné (független)[4][5]
- 1991–1994: Orbán József (nem ismert)[6]
- 1994–1998: Orbán József (független)[7]
- 1998–2002: Orbán József (független)[8]
- 2002–2005: Orbán József (független)[9]
- 2005–2006: Orbán Zsolt (független)[10]
- 2006–2010: Orbán Zsolt (független)[11]
- 2010–2014: Orbán Zsolt (Fidesz-KDNP)[12]
- 2014–2019: Orbán Zsolt (Fidesz)[13]
- 2019–2024: Orbán Zsolt (Fidesz-KDNP)[14]
- 2024– : Orbán Zsolt (Fidesz-KDNP)[1]

1991. április 21-én Fuchs Ferencné lemondása miatt időközi polgármester-választást tartottak a településen, azonban az alacsony részvételi arány miatt érvénytelenül zárult. A választást egy héttel később, 28-án eredményesen megismételték. 2005. október 9-én Orbán József halála miatt tartottak időközi polgármester-választást.

## Népesség
A település népességének változása:
| Lakosok száma | 623  | 604  | 612  | 625  | 672  | 664  | 652  |
|               | 2013 | 2014 | 2015 | 2021 | 2022 | 2023 | 2024 |

A 2011-es népszámlálás során a lakosok 90,6%-a magyarnak, 2,8% cigánynak, 1% németnek mondta magát (9,4% nem nyilatkozott; a kettős identitások miatt a végösszeg nagyobb lehet 100%-nál). A vallási megoszlás a következő volt: római katolikus 50,7%, református 6,3%, evangélikus 1,3%, görögkatolikus 0,1%, felekezeten kívüli 17,6% (22,7% nem nyilatkozott).
2022-ben a lakosság 89,4%-a vallotta magát magyarnak, 0,4% cigánynak, 0,3% ukránnak, 0,1% horvátnak, 0,7% egyéb, nem hazai nemzetiségűnek (10,3% nem nyilatkozott; a kettős identitások miatt a végösszeg nagyobb lehet 100%-nál). Vallásuk szerint 36,2% volt római katolikus, 4,8% református, 1,3% evangélikus, 0,4% görög katolikus, 1,9% egyéb keresztény, 1,6% egyéb katolikus, 12,9% felekezeten kívüli (40,8% nem válaszolt).

## Nevezetességei
- Kunffy-kastély
- Fácánkerti szeszgyár

## Itt születtek
- Szabácsy István (Fácánkert, 1926. szeptember 1. – Budapest, 1988. november 30.) lovas, edző, sportvezető